# Cornelis Bijleveld
Cornelis Gerrit Bijleveld, né le 18 septembre 1764 à Veere (Zélande) et mort le 2 juin 1849 à Middelbourg, est un homme politique néerlandais, membre de la Régence d'État, l'organe exécutif de la République batave, de 1803 à 1804.

## Biographie
Cornelis Bijleveld est issu d'une famille de notables de Veere, port de commerce de Zélande. Son père a été bourgmestre de la ville. Diplômé en droit à l'université d'Utrecht en 1784, il salue la Révolution batave de 1795. En janvier 1795, il entre aux États provinciaux de Zélande révolutionnés et négocie avec le général Michaud la capitulation de la Zélande. Il devient maire de Veere jusqu'en 1797 et entre au ministère des Finances. Fédéraliste, il est arrêté après le coup d'État unitariste du 22 janvier 1798. Il est libéré en juin.
Il retourne alors à Veere et devient directeur des douanes de l'île de Walcheren. Le 15 septembre 1803, il est violemment arrêté par le général Monnet, commandant des troupes françaises en République batave et de Walcheren en particulier, pour avoir autorisé la vente de marchandises anglaises prohibées par un blocus. Un mois plus tard, sur proposition du département de la Zélande, il est choisi pour remplacer Johannes Baptista Verheyen à la Régence d'État. Dès lors, il se montre résolument opposé à l'influence française sur la république batave. Avec Besier, Spoors et Gockinga, il signe un décret le 29 novembre 1804 interdisant aux troupes bataves d'obéir aux ordres du général Marmont. Ce décret provoque la colère de Napoléon qui obtient le renvoi du gouvernement des quatre signataires le 17 décembre. Toutefois, Bijleveld reste officiellement membre de la Régence jusqu'à sa dissolution le et son remplacement par Rutger Jan Schimmelpenninck en tant que grand pensionnaire le 29 septembre 1805.
Il entre ensuite au conseil des finances de la Zélande et devient assesseur du préfet de Zélande en 1807. Bijleveld est ensuite bourgmestre de Middelbourg pendant l'incorporation de la Hollande à la France de 1810 à 1814. Après le départ des Français, Bijleveld est nommé par Guillaume Ier représentant de la Zélande à la seconde (1815-1835) puis à la première chambre (1835-1849) des États généraux du Royaume des Pays-Bas. Il reste par ailleurs bourgmestre de Middelbourg jusqu'en 1839.
Ses deux fils, Jean-François et François-Pierre, ont également été députés à la seconde chambre.